# Henry Hampton Halley
Henry Hampton Halley (10 de Abril de 1874 - 23 de Maio de 1965) foi um ministro e escritor religioso americano da Igreja Cristã "Discípulos de Cristo". Ele é mais conhecido como o autor do Manual Bíblico de Halley, publicado pela primeira vez em 1924.

## História
Halley nasceu em Kentucky em 1874 e formou-se na Universidade da Transilvânia e no Colégio da Bíblia em 1895. Sua carreira como pregador começou em 1899. Ele se casou com Margaret "Madge" Alberta Gillie e juntos tiveram quatro filhos.
Halley começou seu Manual Bíblico em 1924, sendo inicialmente um panfleto de 16 páginas de material introdutório, chamado "Sugestões para Estudo da Bíblia". Depois que Halley distribuiu 10.000 cópias gratuitas, ele publicou uma segunda edição que cresceu para 32 páginas. Cada edição aumentou de tamanho e Halley não cobrava preço até chegar a 100 páginas. Até 1941, Halley sustentou seu ministério e suas publicações através de doações. Durante a Segunda Guerra Mundial, Halley parou de viajar para pregar e montar seu manual bíblico: "Um Comentário Bíblico Abreviado, Descobertas Arqueológicas Incríveis, Como Temos a Bíblia, Um Resumo da História da Igreja, Versículos Bíblicos Selecionados". Foi impresso pela Rand McNally. Quando os direitos de publicação foram transferidos para a Zondervan em 1960, o manual já havia vendido mais de 5 milhões de cópias.
Durante um período de 10 anos, Halley passou pelo menos 10.000 horas memorizando as escrituras para realizar um dos maiores feitos de memorização das escrituras conhecido pelas pessoas. Ele podia recitar um total de 25 horas de nada além das escrituras, incluindo narrativas de todos os livros, do mais longo ao mais curto. 
Halley recebeu o Prêmio Gutenberg da Sociedade Bíblica de Chicago em 1961.